# Stanford Moore
Stanford Moore (født 4. september 1913, død 23. august 1982) var en amerikansk biokemiker. Han modtog nobelprisen i kemi i 1972 sammen med Christian B. Anfinsen og William Howard Stein, for deres arbejde på Rockefeller University, hvor de havde forsket i enzymet ribonukleases struktur og for at bidrage til forståelse af forbindelsen mellem den kemiske struktur og den katalytiske aktivitet af molekylet.
Moore gik på Peabody Demonstration School, nu kendt som University School of Nashville, og blev herefter færdiguddannet i 1935 med summa cum laude fra Vanderbilt University, hvor han var medlem af Phi Kappa Sigma. Han blev ph.d. i organisk kemi fra University of Wisconsin–Madison i 1938. Moore blev herefter ansat på Rockefeller Institute, det senere Rockefeller University, hvor han tilbragte hele sin professionelle karriere med undtagelse af en periode, hvor han tjente regeringen under anden verdenskrig. Han blev professor i biokemi i 1952.
I 1958 udviklede han sammen med William H. Stein den første automatiske aminosyreanalyse, der faciliterede bestemmelsen af proteinsekvenser. I 1959 offentliggjorde Moore og Stein den første komplette oversigt over aminosekvensen i et enzym, ribonuklease, hvilket udløste nobelprisen.
Moore blev aldrig gift.